# Gwary prudnickie

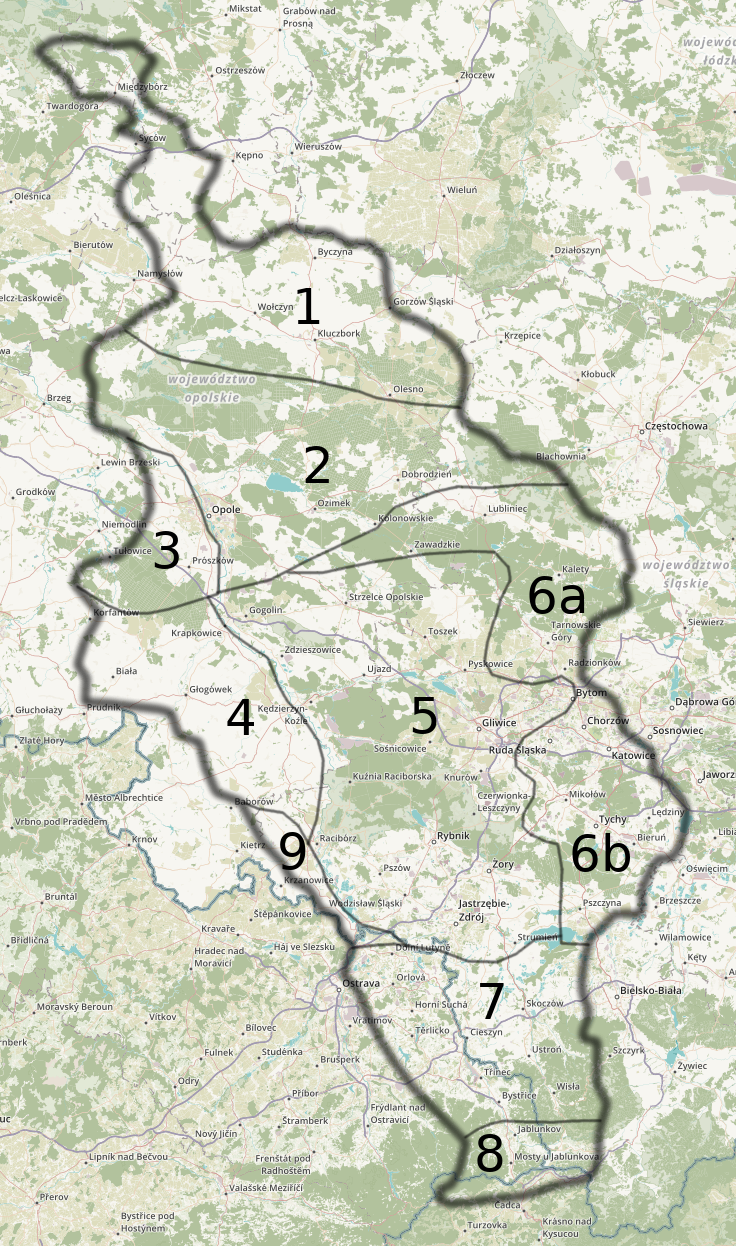
Gwary śląskie według Alfreda Zaręby, nr. 4 – gwary prudnickie

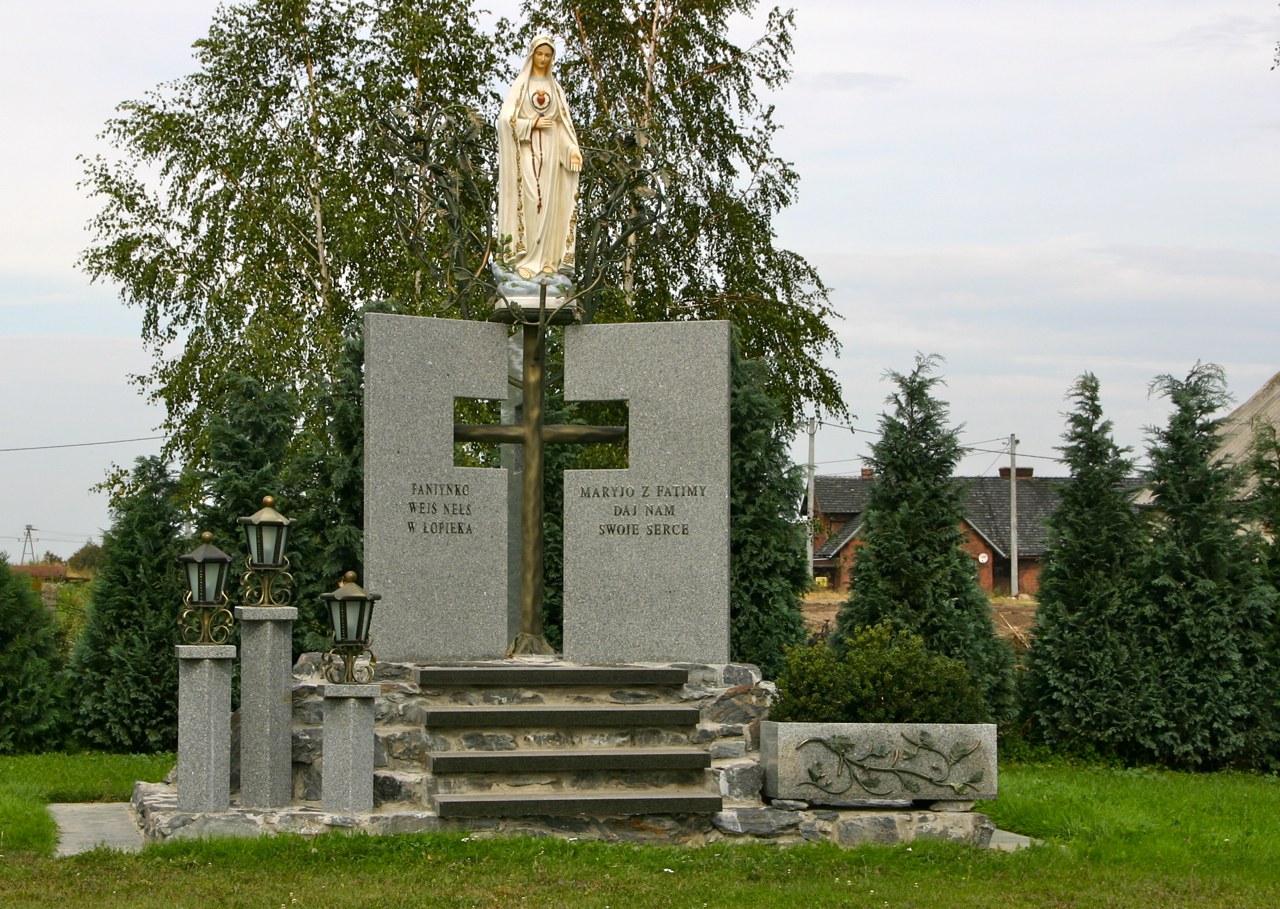
Pomnik z inskrypcją Paniynko wejś nełs w łopieka w Krobuszu

Gwary prudnickie (alt. gwary głogóweckie) – jedna z gwar środkowośląskich języka polskiego.
Cechami charakterystycznymi gwar prudnickich są:
- brak mazurzenia
- dyftongizacja samogłosek
- wymowa ã we wszystkich pozycjach
- pomieszanie we fleksji tematów twardych i miękkich, czyli też i po twardych jako końcówka: stari „stary”, żywi „żywy”

## Zasięg występowania
Gwary prudnickie występują na wschód od Prudnika i na zachód od Odry. Ich zasięg pokrywa się częściowo z powiatem prudnickim w jego historycznych granicach. Jest to obszar dzisiejszych powiatów prudnickiego (jego wschód i północ), krapkowickiego (zachód), nyskiego (wschód), kędzierzyńsko-kozielskiego (zachód) i głubczyckiego (północ). Występują wokół Głogówka i Białej, sięgają Krapkowic i Kędzierzyna-Koźla.
Wśród ludności posługującej się gwarami prudnickimi wyróżnia się kilka podgrup gwarowych. Podział wynika z położenia miejscowości w terenie oraz rodzaju prac, jakie wykonywali mieszkańcy poszczególnych wsi. Mieszkańców wsi Gostomia, Solec, Rostkowice, Wilków, Mionów, Wierzch, Olbrachcice, Nowy Browiniec i Browiniec Polski, w pobliżu których nie ma lasów, zalicza się do grupy Golołków (jest goło). Ludność zamieszkująca wsie bliżej kompleksów leśnych – Moszną, Zielinę, Nową Wieś Prudnicką, Kujawy, Ścigów, Racławiczki, Dziedzice, Smolarnię i Łącznik, to Podlesiołki. Na wschód od nich, w miejscowościach But, Czartowice, Golczowice, Mucków, Sysłów, Wawrzyńcowice, Zawada, mieszkają Klocołrzy, którzy chodzili do lasów po drzewo. Mietlołrzy, którzy trudnili się wyrobem mioteł, to mieszkańcy Steblowa, Dobrej i Strzeleczek. We wsiach Mochów, Błażejowice Dolne i Dzierżysławice mieszkają Kapuściołrzy, którzy uprawiali warzywa. Mieszkańców wsi Rzepcze, Kórnica, Komorniki, Pisarzowice, Pietna, Ściborowice, Nowy Dwór Prudnicki nazywa się Kamiyniołrzami, ponieważ wsie te znajdują się na kamienistym gruncie. Ludzi mieszkających w Głogowcu to Karpaciołrzy, ponieważ mieszkają na wzgórzu. Biedrzychowice i Naczęsławice to Hery, natomiast Żużela, Brożec, Stradunia i Mechnica to Buchciołrzy.

## Badania
Mowa prudnicka była pierwszą naukowo zbadaną polską gwarą. Badania nad nią rozpoczął Lucjan Malinowski w 1869. Prudnickie narzecze badali również: Kazimierz Nitsch, Karol Dejna, Stanisław Bąk, Stanisław Rospond, Stanisław Urbańczyk i Feliks Pluta.

## Kultura
Anna Myszyńska pisała swoje książki i opowiadania w gwarze prudnickiej. Używał jej również Rafał Urban, który traktował ją twórczo i przekształcał literacko.

## Przykład tekstu
Antek i Francek robjyli u dwůch śoduoeúkůw i ńy mjeli co jejś. I smůwjyli se, iže tyn jedyn śoduoeúk moeu na gůře uořechi, a tyn drugi moeu we chlywiku wjepřka. I smůwjyli se tak, iže jedyn půdźe po tygo wjepřka, a drugi po uořechi, a we zwůńicy we kojśćele śe zyjńdům. Francek nabroeu worek uořechůw i čekoeu we kojśćele na Antka, a Antka zuapoeu śoduoeúk na wjepřku. Francek čekoeu we tyj kojśćele na Antka i tam přebjyroeu ty uořechi. Rano uo pjůntyj šeu kojśćelny zwůnić jučšńam i suyšou tam šuščeć. I šeu dů dům i powjedźöu kobjyće, iže tam ńe idźe iś, bo tam kojśćůma řańźi (Kjyrpjyń).